# Gamo (empresa)
Gamo Outdoor S.L.U., ou simplesmente Gamo é uma das maiores fabricantes de armas de pressão e chumbos da Europa, fundada em 1955 na cidade de Barcelona, na Espanha. Foi fundada originalmente com o nome de Industrias El Gamo S.A. pelo empresário Antonio Casas Serra, que já produzia chumbos para armas de ar comprimido antes de fundar a empresa. Desde 2013, a Gamo pertence ao grupo americano Bruckman, Rosser, Sherill and Co. (BRS) que a comprou por cerca de 100 milhões de euros.

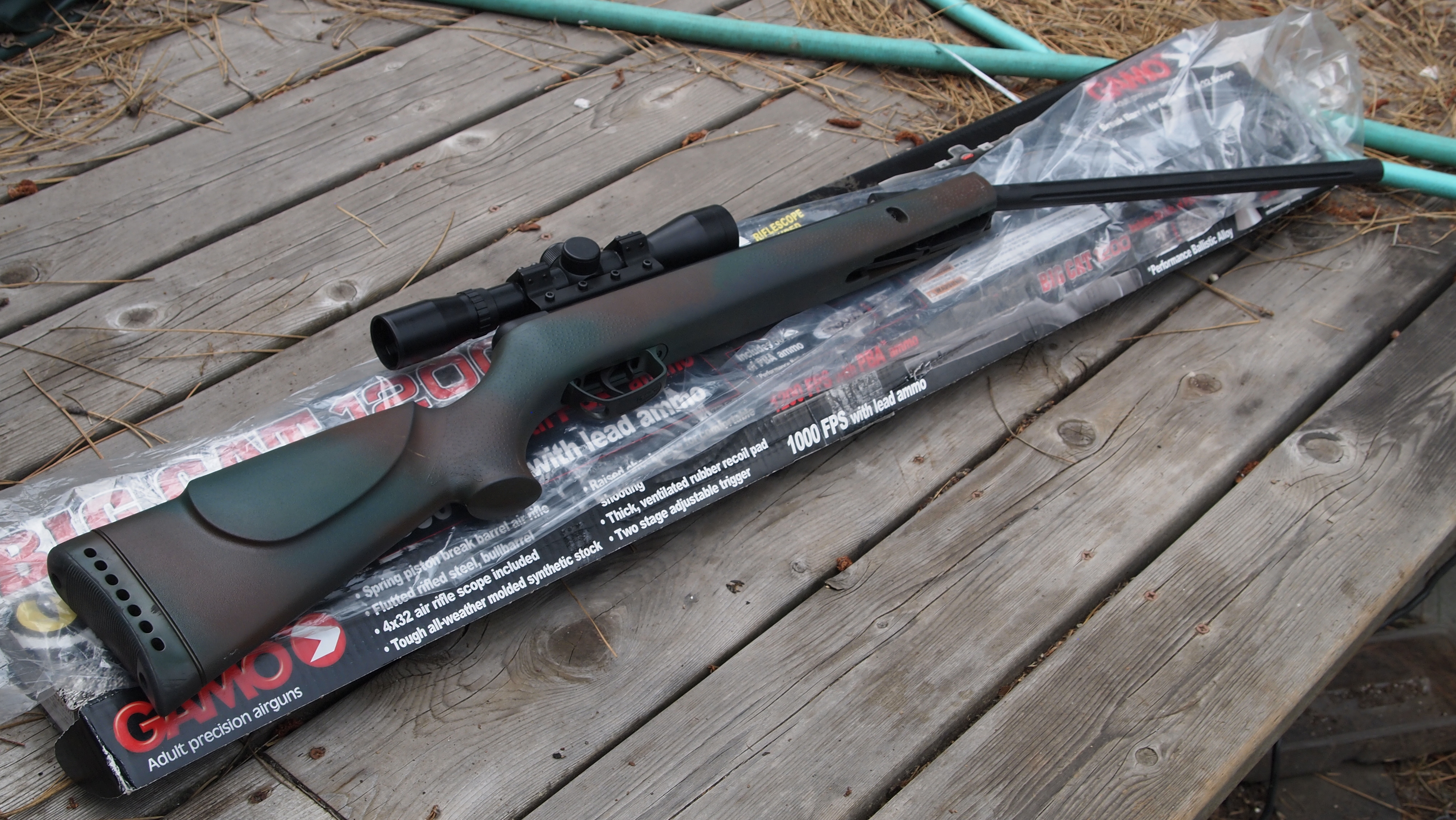
Carabina Gamo Big Cat 1200 com o cano aberto para recarga.

Em 1955 quando foi fundada, seu fundador Antonio Casas Serra já possuía alguma experiência produzindo chumbos de alta precisão para carabinas de ar comprimido.
Em 1961, iniciou a produção de carabinas de ar comprimido, tendo destaque por produzir produtos de alta qualidade com um preço acessível. Nove anos mais tarde, suas carabinas podiam ser encontradas a venda em mais de quarenta países diferentes.
Na década de 80, começou a fechar parcerias com diversas indústrias do setor no mundo para revender e fabricar seus produtos. No Reino Unido, a Gamo comprou a divisão de armas da Birmingham Small Arms Company, dando continuidade a produção de armas de pressão. Já no Brasil, suas armas eram fabricadas pelas Forjas Taurus, sob licença da Gamo. [carece de fontes?]
Em 1995, inaugurou sua filial própria nos Estados Unidos. Em 2007, a familia Casas, dona da empresa, vendeu 80% das ações das Industrias El Gamo S.A. para o grupo MCH Private Equity.
A linha de produtos da Gamo é variada e inclui acessórios, armas de ar comprimido (pistolas e carabinas, a mola, pistão ou gás) e lunetas, instrumentos ópticos e afins. Sua linha de armas de pressão em grande parte possui pistolas e carabinas feitas em sua fabrica de Barcelona, e alguns modelos de pistolas e revólveres a gás importados de países como Taiwan, China e Japão, produzidos sob licença com a marca Gamo.